# تریپ ایزن
تاد رکس سالوادور (به انگلیسی: Tod Rex Salvador) معروف به تریپ ایزن (به انگلیسی: Tripp Eisen) متولد ۲۹ ژوئن ۱۹۶۵، (۸ تیر ۱۳۴۴) یک نوازنده آمریکایی گیتار در گروه استاتیک ایکس (به انگلیسی: Static-X) بود. وی در سال ۲۰۰۵ به دلیل تجاوز جنسی به دختری که زیر سن قانونی بود در کالیفرنیا بازداشت شد. دو هفته بعد هم به خاطر تجاوز جنسی به یک دختر پانزده ساله در نیوجرسی تحت تعقیب قرار گرفت. همین دلایل کافی بود تا رهبر گروه وین استاتیک او را از گروه اخراج کند.